# Slagbal
Slagbal is een balsport die lijkt op honkbal. Het spel wordt vaak gespeeld tijdens gymnastieklessen op basisscholen.

## Regels
Op het veld staan zes honken. Eén speler moet eerst de bal slaan met een knuppel en dan van honk naar honk rennen. Als hij alle honken is gepasseerd, verdient hij een punt, maar als de brander de bal vangt voor de speler op een honk is, is deze uit. Wanneer er drie spelers uit of twee vangballen zijn, moeten de teams wisselen en is de veldpartij aan slag. Het team dat eindigt met de meeste punten wint.
Sinds 2010 wordt slagbal ook in competitieverband gespeeld.

## Bond
Slagbal is aangesloten bij de Koninklijke Nederlandse Baseball en Softball Bond (KNBSB) en is daardoor een erkende sport in Nederland.